# هيئة الإذاعة الكندية
هيئة الإذاعة الكندية (بالإنجليزية: Canadian Broadcasting Corporation)‏ وتعرف أيضاً باسم سي بي سي وراديو كندا هي هيئة إذاعة وتلفزيون تابعة للحكومة الكندية تأسست في سنة 1936 وتبث برامجها بشكل أساسي باللغتين الإنجليزية والفرنسية وأيضاً ب7 لغات للسكان الأصليين في كندا، تبث هذه الهيئة برامجها من الأخبار السياسية والبرامج الوثائقية والموسيقى والمسلسلات التلفزيونية.

## معرض صور